# Na Hong-jin
Na Hong-jin (* 1974) ist ein südkoreanischer Filmregisseur und Drehbuchautor. Für seinen Film The Chaser wurde Na bei den Grand Bell Awards 2008 als bester Regisseur ausgezeichnet.

## Filmografie
- 2008: The Chaser
- 2010: The Yellow Sea
- 2016: The Wailing – Die Besessenen (kor. 곡성, Hanja 哭聲, rev. Gokseong)